# Дзидай-мацури
Дзидай-мацури (яп. 時代祭り, праздник эпох) — японский праздник. Отмечается 22 октября. Первый раз был отмечен в 1895 году, в год постройки святилища Хэйан дзингу, в честь 1100-летней годовщины основания Киото. Святилище было посвящено первому и последнему императорам, жившим в Киото.

## История
Дзидай-мацури уходит своими корнями к перемещению японской столицы в Токио. Тогда произошло переселение императора Японии, его семьи и чиновников. Опасаясь за потерю репутации Киото, правительство города отметило 1100-летие основания города. Для первого празднования Дзидай в 1895 году городские власти построили храм Хэйан.

## Ход праздника
Праздник начинается рано утром со службы в святилище. После выносят микоси — священные паланкины, в которые, по поверьям, переселяются на время праздника души императоров — а именно первого и последнего правителей страны, живших в Киото. Далее процессия направляется к императорскому дворцу Госё и возвращается обратно. По возвращении к святилищу участников делят на шесть групп, каждая из которых обозначает определённую историческую эпоху. Разворачиваются они в обратном порядке — от современной до самой древней. Начинается парад с эпохи Реставрации Мэйдзи. Затем следуют периоды: Эдо, Адзути-Момояма, Муромати, Камакура, Фудзивара, Энряку. Завершают шествие микоси под музыкальное сопровождение военного оркестра с флейтами и барабанами, исполняющего традиционную музыку гагаку. Общее расстояние, которое проходит процессия, составляет 4,5 километра. От Госё маршрут пролегает по улицам Марумати, Карасума, Оикэ, Каварамати, через реку Камогава. Завершается парад примерно в 14:30 в Хэйан дзингу. Замыкает процессию веков колесница с золотой птицей Хоо на крыше. Это существо из китайской мифологии имеет змеиную кожу, рыбий хвост, черепаший панцирь и куриный клюв.

## Галерея

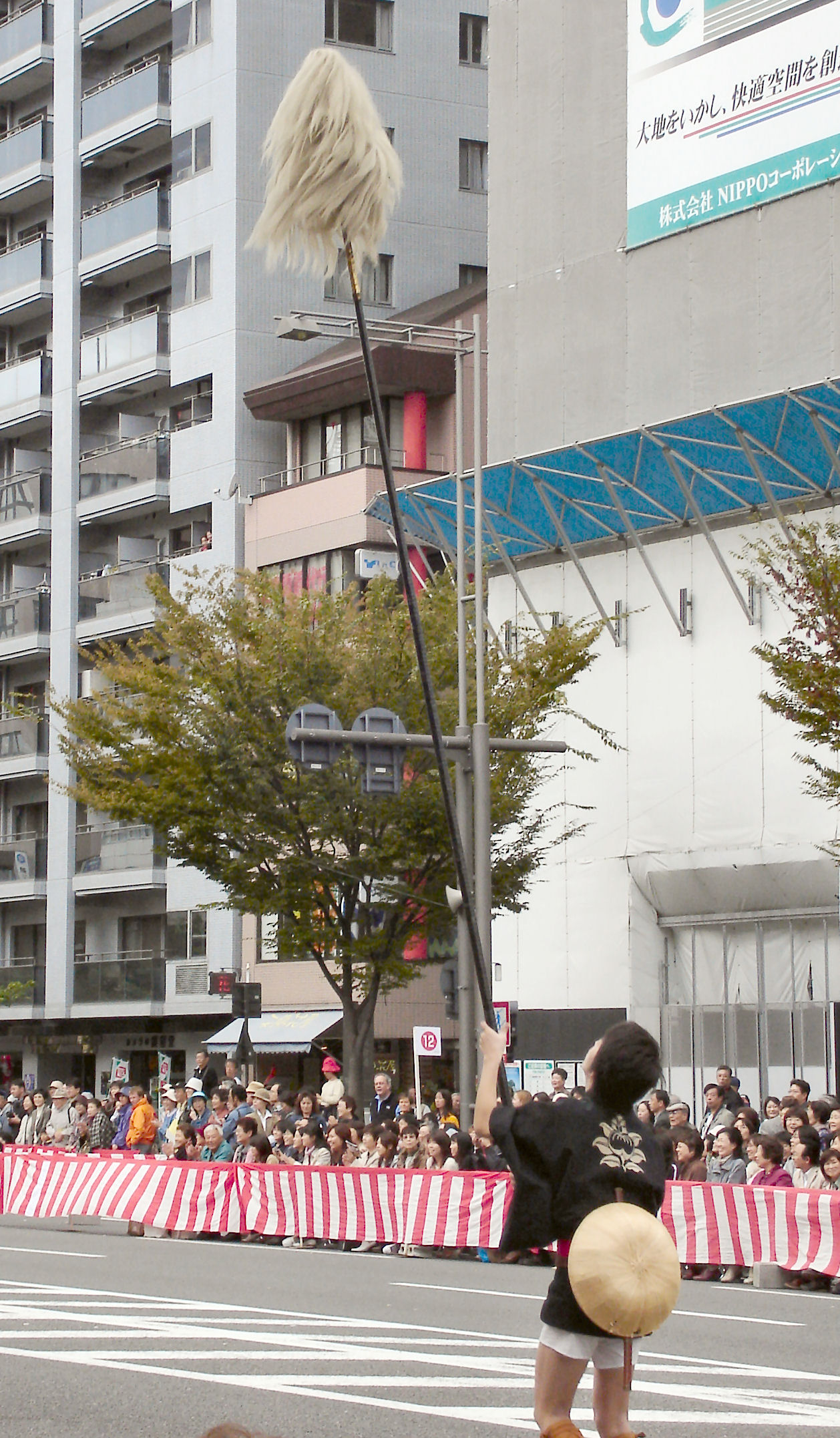
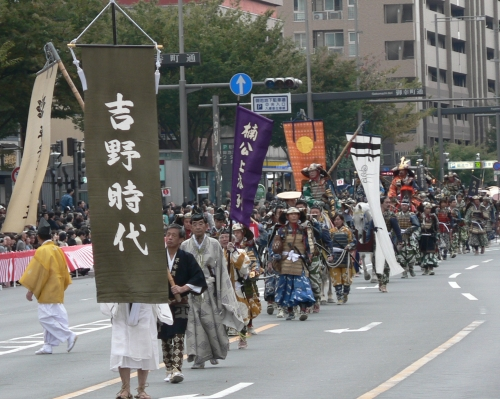
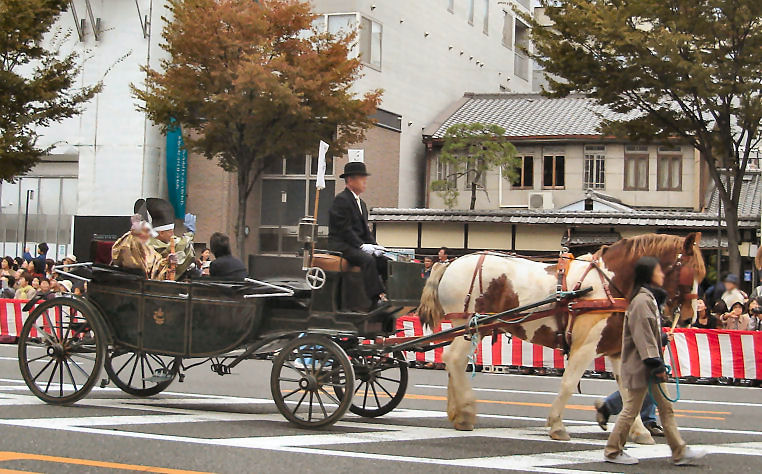
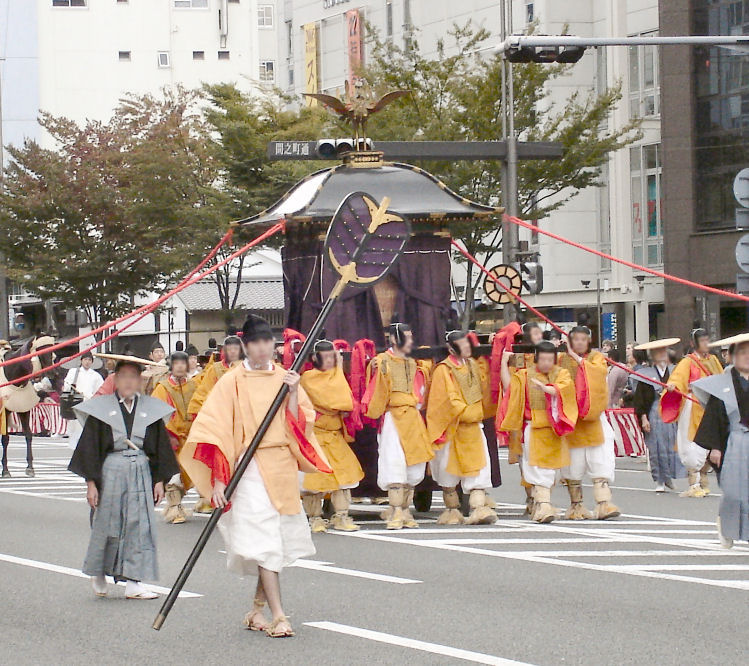
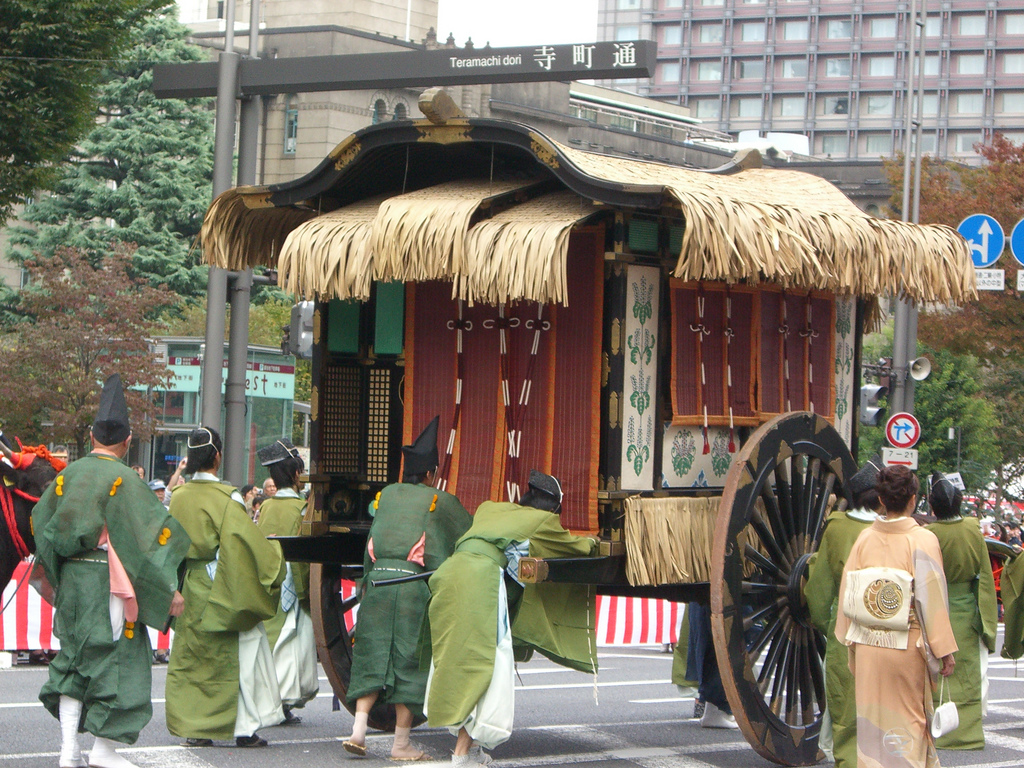